# Такач, Йожеф (эсперантист)
Йожеф Такач (венг. Takács József; 24 июля 1890, Надьигманд — 16 октября 1944, Пуставам, Венгрия) — венгерский врач-стоматолог с учёной степенью доктора, пионер эсперанто-движения в Венгрии и редактор многих периодических изданий на языке эсперанто, коллекционер. Убит венгерскими фашистами в ходе государственного переворота в октябре 1944 года.

## Участие в эсперанто-движении
Такач был эсперантистом с 1909 года, а с 1910 года активно работал в этом направлении. В 1913 году он выступил против деятельности ещё одного видного эсперантиста того времени Марича Агостона. В 1914 году стал секретарём Венгерского общества эсперанто (Hungarlanda Esperanto-Societo, HES), после Первой мировой войны — его генеральным секретарём, оставаясь на этом посту до 1928 года. Впоследствии стал почётным членом этого общества. Кроме того, он был делегатом Всемирной эсперанто-ассоциации (UEA) и членом-корреспондентом.

## Редакторская деятельность
В течение многих лет Й. Такач был редактором различных периодических изданий на эсперанто:
- эсп. «Panonio» («Паннония») — в 1912—1913 годах[6],
- «Hungara Esperantisto[эсп.]» («Венгерский эсперантист») — с 1923 года по 1926 год[3],
- «Tutmonda Kolektanto[эсп.]» («Всемирный коллекционер»)[7], «Hungara Heroldo[эсп.]» («Венгерский вестник») — с 1932 года по 1934 год[3].

## Эсперанто-литература
Такач наиболее известен сегодня своей огромной коллекцией изданий на эсперанто, особенно периодических изданий на эсперанто. В соавторстве с Паулем Тарновым и Ладислао Шпирером он в 1934 году опубликовал «Katalogo de la Esperanto-Gazetaro» («Каталог прессы на эсперанто»), который является серьёзным библиографическим справочником по ранним периодическим изданиям на эсперанто. Кружок коллекционеров и библиографистов, сплотившийся вокруг Арпада Мате (венг. Árpád Mathé) и Луиса Эрнандеса Изала в 1990-х годах, назывался эсп. «Rondo Takács» («Кружок Такача») в его честь[≡].

## Вклад в филателию
В 1930-х годах Йожеф Такач предпринял существенные усилия по сплочению и организации филателистического и вообще коллекционного течения в рамках эсперанто-движения. В прошлом уже имелись различные эфемерные общества, клубы и газеты коллекционеров на языке эсперанто. До начала Первой мировой войны был организован отдел коллекционеров при Всемирной эсперанто-ассоциации. Вся эта активность впоследствии спала на нет. В январе 1932 года была основана Всемирная ассоциация коллекционеров (Tutmonda Asocio Kolektanta, TAK), и её президентом стал Такач.
В ассоциацию входили 140 членов в 14 странах мира. Ей принадлежала газета «Всемирный коллекционер» («Tutmonda Kolektanto»), которая издавалась в Яблонне-над-Орлици (Чехословакия). В руководящее ядро ассоциации также входили её вице-президент Ф. Шейбенрейтер (Вена) и казначей Ф. В. Мизера (F. V. Mizera; Яблонне-над-Орлици). В 1932—1934 годах Й. Такач редактировал газету «Всемирный коллекционер», а также ежегодник этой ассоциации.
Такач подготовил «Карманный каталог марок, посвящённых эсперанто» («Poŝkatalogon de la Esperantaj por-okazaj glumarkoj»), который увидел свет в 1934 году[≡] (с исправлениями и дополнениями в 1936 году)[≡].

## Память

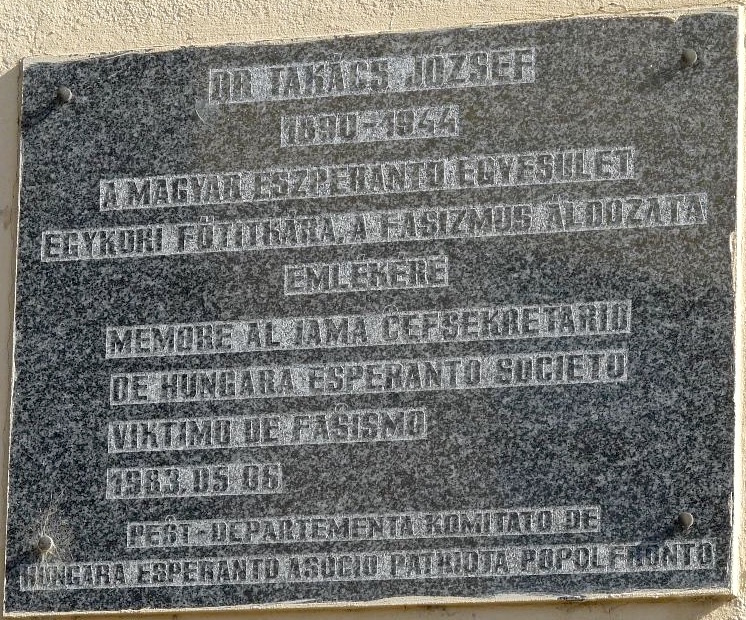
Мемориальная доска в Надьмароше в честь Йожефа Такача

26 мая 1946 года в память о значительном вкладе Йожефа Такача в развитие венгерского эсперанто-движения он был посмертно избран почётным президентом Венгерского общества эсперанто.
В Надьмароше, на доме 26 по улице Венгерской (венг. Magyar; дом был конфискован), где жил Й. Такач, установлена мемориальная доска с текстом:

Д-р Йожеф Такач / 1900—1944 / Памяти бывшего генерального секретаря Венгерского общества эсперанто, / жертвы фашизма. / 1983.05.06. / Пешт, Ведомственный комитет Венгерской Эсперанто-Ассоциации, Патриотический народный фронт.
Оригинальный текст (венг.)
Dr. Takács József / 1900—1944 / A Magyar eszperantó egyesület / egykori főtitkára a fasizmus áldozata / emlékére.

эсп. Memore al la iama ĉefsekretario / de Hungara Esperanto-Societo / viktimo de faŝismo / 1983.05.06. / Pest Departementa Komitato de Hungara Esperanto-Asocio patriota popolfronto

## Избранные труды
Ниже перечислены отдельные основные труды, автором которых является Йожеф Такач:
- La literatura agado de Hungaraj esperantistoj dum la jaro 1912. — Budapest: Kókai, 1913. — 15 p. — (Biblioteko de Panonio 1). (эсп.)
- Világnyelv és világirodalom. — Kaposvár: Somogyi Ujság, 1921. — 15 p. (эсп.) [Информационная брошюра об эсперанто.]
- Esperanto-magyar kis szótár = Esperanto-hungara vortareto / összeáll. — Budapest: Kókai, 1923. — VIII. — 184 p. (эсп.)
- Katalogo de la Esperanto-Gazetaro. — Jablonné n. Orl.[англ.]: Pražák, 1934. — 168 p. (эсп.)
- Poŝkatalogo de la Esperantaj por-okazaj glumarkoj. — Jablonné n. Orl.: Tutmonda Asocio Kolektanta, 1934. — 36 p. (эсп.) (Дата обращения: 3 июня 2016) [2016-06-03 Архивировано] {{{2}}}.[^]
- Korektoj kaj aldonoj al la «Poŝkatalogo de la Esperantaj porokazaj glumarkoj». — Nagymaros: eld. de la aŭtoro 1936. — 22 p. (эсп.) (Дата обращения: 3 июня 2016) [2016-06-03 Архивировано] {{{2}}}.[^]